# ジムリ
ジムリは、北イスラエル王国の第5代の王である。クーデターにより王位を奪取し、オムリに謀殺されるまで7日間だけ在位した。

## 概要
ジムリは先代の王エラの配下で、戦車隊の半分の隊長であった。ティルツァで王が酒に酔っている時に王を殺害して王位を略奪し、エラ以外にバシャ（エラの父）の一族やその友人達を粛清した。しかし在位7日後に、ペリシテ人との戦いで軍を率いていた最高司令官のオムリが人々の支持を受けてジムリを攻撃した。ジムリは街を制圧され、宮殿に火を放って自害した。
これ以後北イスラエル王国では彼の名は「謀反人」の代名詞化し、後の北イスラエル王妃（この時点では太后）イゼベルは自分達に対しクーデターを起こしたイエフを「主君殺しのジムリ」と罵った。
なお、謀反人の代名詞扱いの意味ではなく「ジムリ」という名前そのものについて、アッシリア学者のドナルド・ワイズマン教授は「おそらくアラム系の名前である（マリのジムリ・リム参照）」という説を上げている。